# Space Cadet (film)
Space Cadet è un film del 2024 diretto da Liz W. Garcia.

## Trama
Rex Simpson è una giovane ragazza della Florida che sogna da sempre di diventare un astronauta. Con la complicità di una sua amica falsificherà il suo curriculum e le sue referenze per entrare in accademia insieme ad altre candidate.

## Distribuzione
Il film è stato distribuito il 4 luglio 2024 da Amazon MGM Studios tramite la sua piattaforma streaming Prime Video.

## Accoglienza
Sull'aggregatore di recensioni Rotten Tomatoes ha un indice di gradimento del 27%, con un voto medio di 3,80 su 10 basato su 30 recensioni.